# أحمد الداغر
أحمد معتوق الداغر مولود في الأحساء، السعودية، هو لاعب كرة قدم سعودي يلعب كظهير أيسر لنادي العمران معار من نادي هجر.

## مسيرة اللاعب
بدأ مع نادي هجر وأعير إلى نادي الروضة ونادي العمران.